# Dolina (Gemeinde Grafenstein)

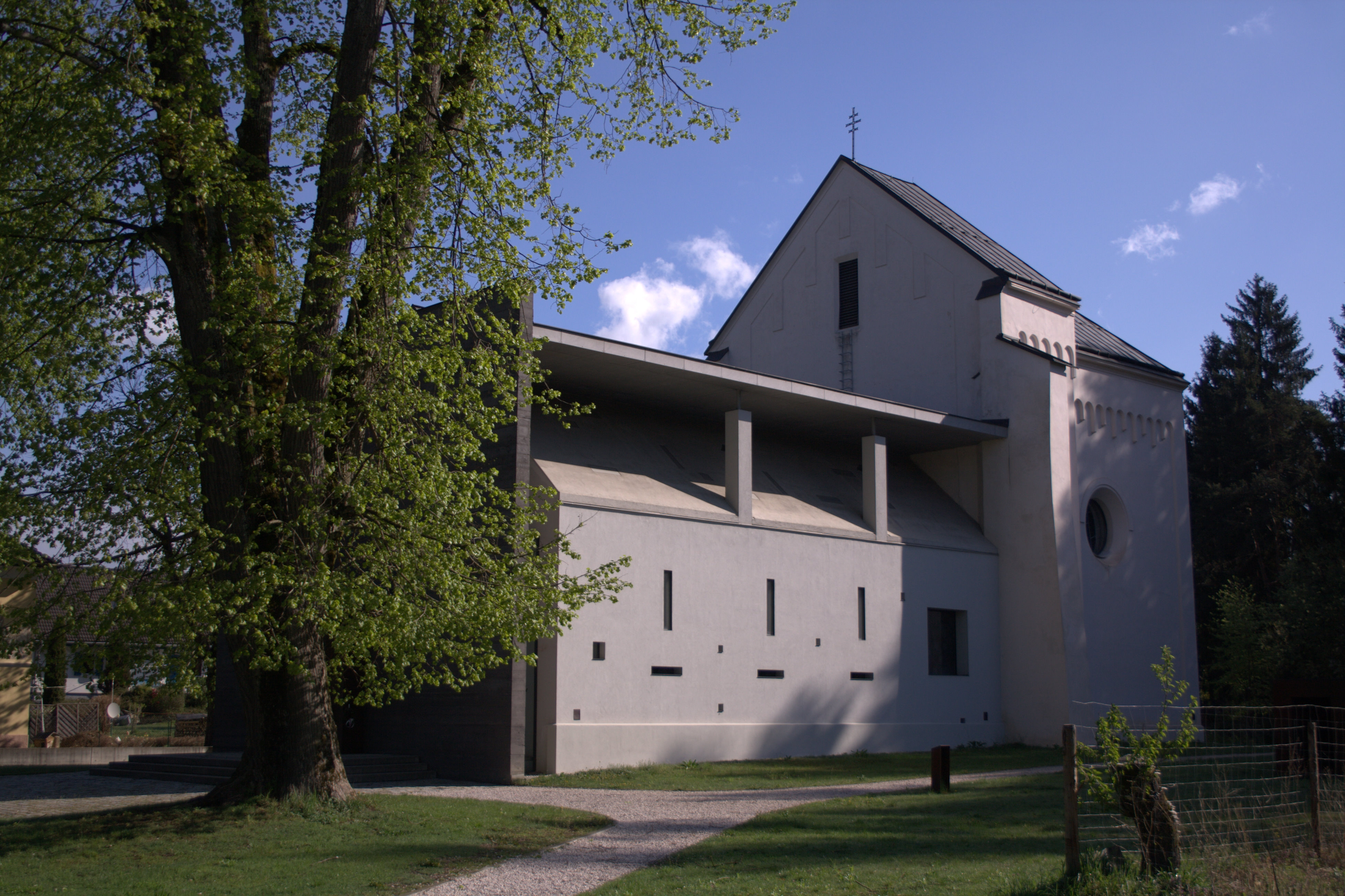
Autobahnkirche

Dolina (slowenisch: Dolina, das Tal) ist ein Ort der Gemeinde Grafenstein in Kärnten. Die Ortschaft ist ein Straßendorf südlich von Poggersdorf und hat 136 Einwohner (Stand 2024).

## Kultur und Sehenswürdigkeiten
- Autobahnkirche Dolina, eine Filialkirche von der Pfarre Poggersdorf war einst eine beliebte und bedeutende slowenische, heute zweisprachige Wallfahrtskirche, die auch insgesamt für die regionale slowenische Kulturgeschichte von Bedeutung ist.[1][2][3]